# Medum
 Denne artikel bør gennemlæses af en person med fagkendskab for at sikre den faglige korrekthed.

Medum er en bebyggelse i Ølgod Sogn i Sydvestjylland.
Stednaveforskere mener, at "Medum" er et meget gammelt udtryk[kilde mangler], første gang man ser det på skrift i år 1298 staves det "Methium", hvilket betyder noget i retning af eng, bygd, hjem, bebyggelse eller boplads. Man mener også, at Medum er opstået i tidsrummet mellem år 250 og år 800.
Navne der ender på um (um=hjem, landsby) er opstået mellem år 0 og år 1250.[kilde mangler]

## Historie

### Matriklen 1664
Ved matriklen 1664 stod "Medumgaard" øde, dens hartkorn er 11 td. 3 skp. 1 fjd og 1 alb.
Mange gårde stod øde her i området, da svenskerne ødelagde, stjal, afbrændte stort set alt det de kom forbi.
Vejen, i dag Agersnapvej, der går forbi, var en hovedfærdsel åre i nord/syd gående retning.

### 1688
Ved matriklen 1688 nedsættes hartkornet til 8-2-1-2. Der er på gårdens grund 2 fæstehuse under herregården "Lindbjerg", som bebos af Oluf Madsen og Søren Madsen. I landgilde svarer den første 4 skæpper rug, 1 gås og 1 høne. Den anden svarer 4 skæpper rug, 1 lam, 1 gås og 2 høns.
|  | Denne artikel om lokaliteten Medum kan blive bedre, hvis der indsættes et (bedre) billede. Du kan hjælpe ved at afsøge Wikimedia Commons for et passende billede eller lægge et op på Wikimedia Commons med en af de tilladte licenser og indsætte det i artiklen. |

55°47′56″N 8°39′25″Ø / 55.799°N 8.657°Ø